# Geolycosa pikei
Geolycosa pikei este o specie de păianjeni din genul Geolycosa, familia Lycosidae. A fost descrisă pentru prima dată de Marx, 1881. Conform Catalogue of Life specia Geolycosa pikei nu are subspecii cunoscute.